# Doug Pederson
Douglas Irving Pederson, conhecido como Doug Pederson (Bellingham, 31 de janeiro de 1968), é um ex-jogador e treinador de futebol americano. Ele foi técnico do Philadelphia Eagles entre 2016 e 2020 e depois foi para o Jacksonville Jaguars, comandando o time até 2024. Ele também atuou como coordenador ofensivo do Kansas City Chiefs de 2013 a 2015. 
Ele passou a maior parte de sua carreira jogando no Green Bay Packers, servindo como reserva de Brett Favre e sendo titular como placekicker, ele venceu o Super Bowl XXXI com a equipe. Ele também foi um reserva de Dan Marino no Miami Dolphins  e titular nos Eagles.
Em sua segunda temporada como treinador dos Eagles, Pederson venceu o Super Bowl LII, marcando o primeiro título do Super Bowl na história da franquia. Ele também se tornou apenas a quarta pessoa, depois de Mike Ditka, Tom Flores e Tony Dungy, a ganharem um Super Bowl como jogador e treinador.

## Carreira como jogador

### Primeiros anos
Pederson nasceu em Bellingham, Washington, em 1968. Frequentou a Ferndale High School, nas proximidades de Ferndale, Washington, e foi uma seleção All-State no futebol americano, basquete e beisebol. 
Depois do colegial, ele se formou na Northeast Louisiana University, onde jogou como quarterback de 1987 a 1990. Ele ainda tem vários recordes na universidade.

### Profissional

#### Miami Dolphins e WLAF
Pederson assinou como um agente livre pelo Miami Dolphins em 1 de maio de 1991 mas foi dispensado em 17 de agosto de 1991, antes do início da temporada regular.
Depois de passar a temporada de 1991 como um agente livre, o New Jersey Knight da World League of American Football (WLAF) o selecionou na quinta rodada do draft em 4 de fevereiro de 1992. Ele foi o quarterback reserva de março a maio de 1992.
Depois que a temporada do WLAF terminou, ele novamente assinou com os Dolphins em 2 de junho de 1992. Pederson passou o campo de treinamento de 1992 com os Dolphins, antes de ser dispensado novamente. Ele foi posteriormente re-contratado para o practice squad até que ele foi dispensado em 8 de outubro de 1992.
Ele foi re-contratado pelos Dolphins após a temporada. Após seu terceiro campo de treinamento com os Dolphins, ele foi dispensado novamente em 31 de agosto de 1993. Pela segunda temporada consecutiva, Pederson foi re-contratado para o practice squad em 1 de setembro de 1993. O quarterback dos Dolphins, Dan Marino, rompeu seu tendão de Aquiles em um jogo da semana 6 contra o Cleveland Browns forçando o reserva Scott Mitchell a substituí-lo. Pederson substituiu Marino no plantel e serviu como reserva de Mitchell nos próximos quatro jogos. 
Pederson fez sua estréia na NFL em 24 de outubro de 1993, em um jogo da semana 8 contra o Indianapolis Colts. Ele ajudou o técnico Don Shula a obter sua 325ª vitória na NFL como treinador, quando Mitchell sofreu uma lesão no ombro na semana 11 contra o Philadelphia Eagles em 14 de novembro de 1993. Naquele jogo recorde para o técnico Shula, Pederson entrou no terceiro quarto do jogo e fez 3 passes para 34 jardas.
Pederson também serviu como reserva para Steve DeBerg, recentemente contratado, nos três jogos que Mitchell perdeu devido a lesão. Ele entrou brevemente em um jogo da semana 14 contra o New York Giants enquanto DeBerg estava recebendo pontos em seu rosto. Mitchell retornou como titular dos Dolphins após a semana 15 e Pederson acabou sendo dispensado em 16 de dezembro de 1993.
Pederson foi re-contratado pelos Dolphins em 16 de abril de 1994, após o término da temporada. Ele passou toda a temporada de 1994 na lista ativa dos Dolphins como o 3° quarterback, atrás de Marino e Bernie Kosar. 
Em 15 de fevereiro de 1995, Pederson foi selecionado pelo Carolina Panthers na 22° rodada do Draft de Expansão, depois de ser colocado na lista de jogadores disponíveis dos Dolphins em 19 de janeiro, mas foi dispensado em 24 de maio de 1995.
Ele voltou para a WLAF para jogar no Rhein Fire. Pederson voltou a assinar com os Dolphins em junho de 1995. Depois de competir com Dan McGwire durante os treinos, Pederson foi dispensado em 22 de agosto de 1995. Marino sofreu uma lesão no joelho durante a semana 6 e Pederson foi re-contratado em 10 de outubro para servir como terceiro quarterback atrás de Kosar e McGwire para os próximos dois jogos. Ele foi dispensado novamente depois que Marino retornou para a semana 9 em 24 de outubro.

#### Primeira passagem pelos Packers
Pederson foi contratado pelo Green Bay Packers após a semana 10 em 1995, devido a uma lesão grave sofrida por Ty Detmer e uma leve lesão sofrida por Brett Favre.
Favre acabou não perdeu nenhum jogo, por isso Pederson não jogou pelos Packers em 1995. Pederson ficou como o terceiro quarterback em 1996, jogando em um jogo, mas não registrando nenhuma estatística. Ele recebeu um anel do Super Bowl após a vitória dos Packers sobre os Patriots no Super Bowl XXXI. 
Ele voltou a assinar com os Packers com um contrato de dois anos em 20 de fevereiro de 1997. Pederson foi novamente o terceiro quarterback ao longo de 1997, apoiando Favre e Steve Bono. Em 1998, Pederson se tornou o segundo QB e na semana 5 contra o Minnesota Vikings, ele substituiu Favre nos últimos cinco minutos do jogo e lançou dois passes para touchdowns. No entanto, Pederson sofreu uma lesão no queixo que o deixou fora dos próximos quatro jogos da equipe.

#### Philadelphia Eagles
Pederson assinou um contrato de três anos no valor de US $ 4,5 milhões com o Philadelphia Eagles em 18 de fevereiro de 1999 para se tornar o quarterback titular da equipe sob o comando do novo treinador Andy Reid. Os Eagles selecionou Donovan McNabb com a segunda escolha geral no Draft de 1999 e Reid disse que Pederson continuaria sendo o titular até que McNabb estivesse pronto para jogar.
Em suas nove partidas como titular dos Eagles, Pederson teve um recorde de 2-7, uma taxa de conclusão de 51,6%, 1.168 jardas, seis touchdowns e nove interceptações. Depois de passar o campo de treinamento da próxima temporada com a equipe, os Eagles dispensaram Pederson em 28 de agosto de 2000.

#### Cleveland Browns
Pederson considerou a aposentadoria depois de ser dispensado pelos Eagles, mas assinou um contrato de dois anos com o Cleveland Browns em 2 de setembro de 2000. O reserva dos Browns, Ty Detmer, sofreu uma lesão e os Browns precisaram de um quarterback reserva. 
Pederson começou como o terceiro quarterback até que Tim Couch sofreu uma lesão na semana 7. Pederson foi titular nos próximos seis jogos, tendo um recorde de 1-5. Em um jogo da semana 13 contra o Baltimore Ravens, ele foi retirado do jogo com as costelas machucadas e substituído por Spergon Wynn. Wynn foi titular na semana seguinte contra o Jacksonville Jaguars, mas ele sofreu uma lesão e Pederson o substituiu.
Pederson retornou para os dois últimos jogos da temporada, perdendo os dois, incluindo uma derrota por 35-24 para sua antiga equipe, os Eagles, e uma derrota por 24-0 contra o Tennessee Titans. Pederson foi dispensado após a temporada em 22 de fevereiro de 2001.

#### Green Bay Packers (segunda passagem)

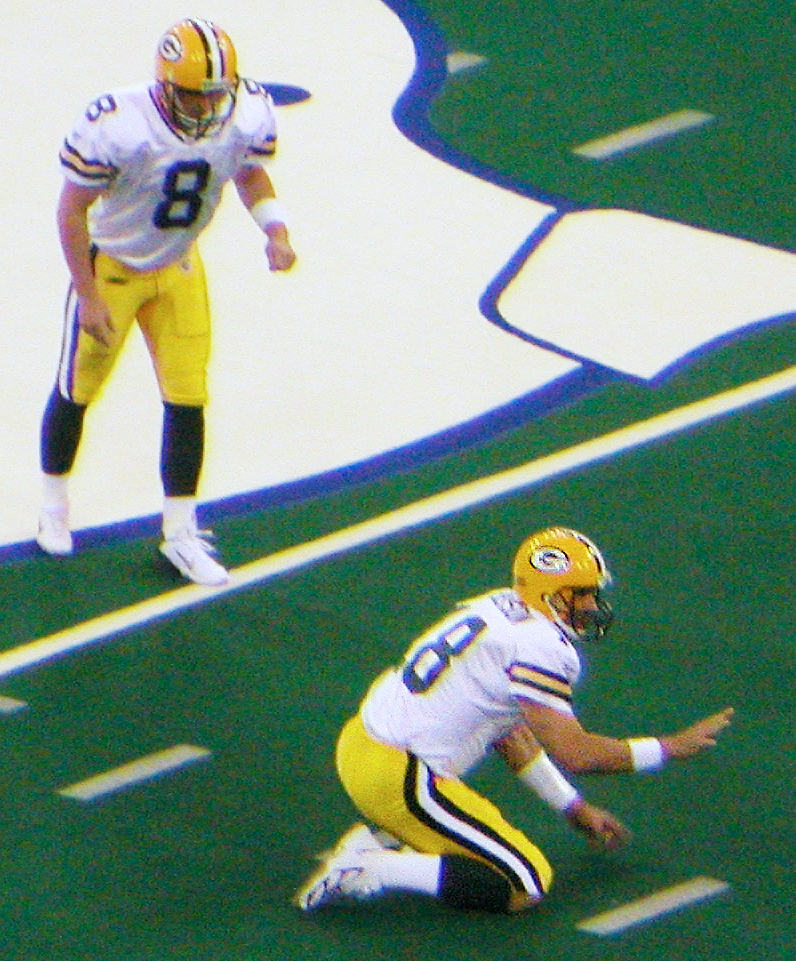
Pederson (à direita) preparando o chute para Ryan Longwell (à esquerda) em 2004.

Os Packers assinaram novamente com Pederson para um contrato de um ano em 13 de março de 2001, para substituir Matt Hasselbeck, que foi negociado para o Seattle Seahawks. Pederson foi o principal substituto de Favre durante toda a temporada de 2001 e foi o Holder em todos os jogos.
Ele foi contratado novamente por um contrato no valor de US $ 650.000 com os Packers em 2 de abril de 2002. Pederson novamente foi o quarterback reserva e o Holder nos 16 jogos em 2002. Em um jogo da semana 7 contra o Washington Redskins, Favre sofreu uma lesão no joelho e Pederson jogou no segundo tempo, tendo 9 passes para 78 jardas para ajudar o time a vencer o jogo por 30-9. Pederson também jogou em jogos contra o Miami Dolphins, Detroit Lions e New York Jets. 
Ele assinou novamente com os Packers para um contrato de US $ 750.000 por um ano em 29 de abril de 2003. Pela terceira temporada consecutiva, Pederson foi o reserva de Favre e o Holder em todos os 16 jogos. Ele completou dois passes durante a temporada regular, totalizando 16 jardas. 
Os Packers assinaram novamente com Pederson para um contrato de um ano em 28 de abril de 2004. Tim Couch foi contratado para concorrer ao cargo de quarterback reserva, mas perdeu para Pederson e foi dispensado em 5 de setembro de 2004. Contra o Indianapolis Colts, Pederson substituiu Favre e teve 4 passes para 34 jardas e uma interceptação. Na semana seguinte, contra o New York Giants, Favre sofreu uma concussão no terceiro quarto e Pederson o substituiu. Ele teve 7 passes para 86 jardas e uma interceptação antes de sofrer um golpe no terceiro quarto, que resultou em um osso rachado nas costas, um músculo rasgado e uma costela quebrada. Ele permaneceu no jogo até o último momento, quando foi substituído por Craig Nall. Pederson foi colocado na lista de reservas lesionados em 7 de outubro, encerrando sua temporada. 
Ele se aposentou em março de 2005 para se tornar o treinador principal na Calvary Baptist Academy.

## Carreira como treinador

### Colegial

#### Academia Batista do Calvário
Após sua aposentadoria, Pederson foi contratado como treinador principal da Calvary Baptist Academy, uma escola particular cristã em Shreveport, Louisiana. A escola estava entrando em seu segundo ano com uma equipe de futebol americano quando Pederson assinou em março de 2005.
Pederson foi o treinador de Calvary por quatro anos e manteve um recorde de 33-7 na temporada regular e 8-3 na pós-temporada. O time esteve nos playoffs estaduais todos os quatro anos com Pederson como treinador principal. Em 2007, ele levou os Cavaliers às semifinais e ao seu primeiro título no distrito.

### NFL

#### Philadelphia Eagles
Em 29 de janeiro de 2009, Pederson foi contratado como controlador de qualidade ofensiva do Philadelphia Eagles, reunindo-o com seu ex-treinador, Andy Reid. Ele foi promovido a treinador de quarterbacks em 8 de fevereiro de 2011, substituindo James Urban, que foi promovido a coordenador ofensivo assistente.

#### Kansas City Chiefs
Em 11 de janeiro de 2013, Pederson seguiu Andy Reid até o Kansas City Chiefs para atuar como coordenador ofensivo.

#### Retorno pros Eagles, como treinador principal
Em 18 de janeiro de 2016, Pederson foi contratado como treinador dos Eagles, substituindo Chip Kelly. Apesar de ter Sam Bradford como o quarterback titular, os Eagles selecionaram Carson Wentz como a segunda escolha geral em 2016. Pouco antes da temporada de 2016 começar, Bradford foi negociado para o Minnesota Vikings e Wentz foi nomeado o quarterback titular. Pederson e Wentz venceram seus três primeiros jogos da NFL, mas terminaram a temporada com um recorde de 7-9, não indo para os playoffs.

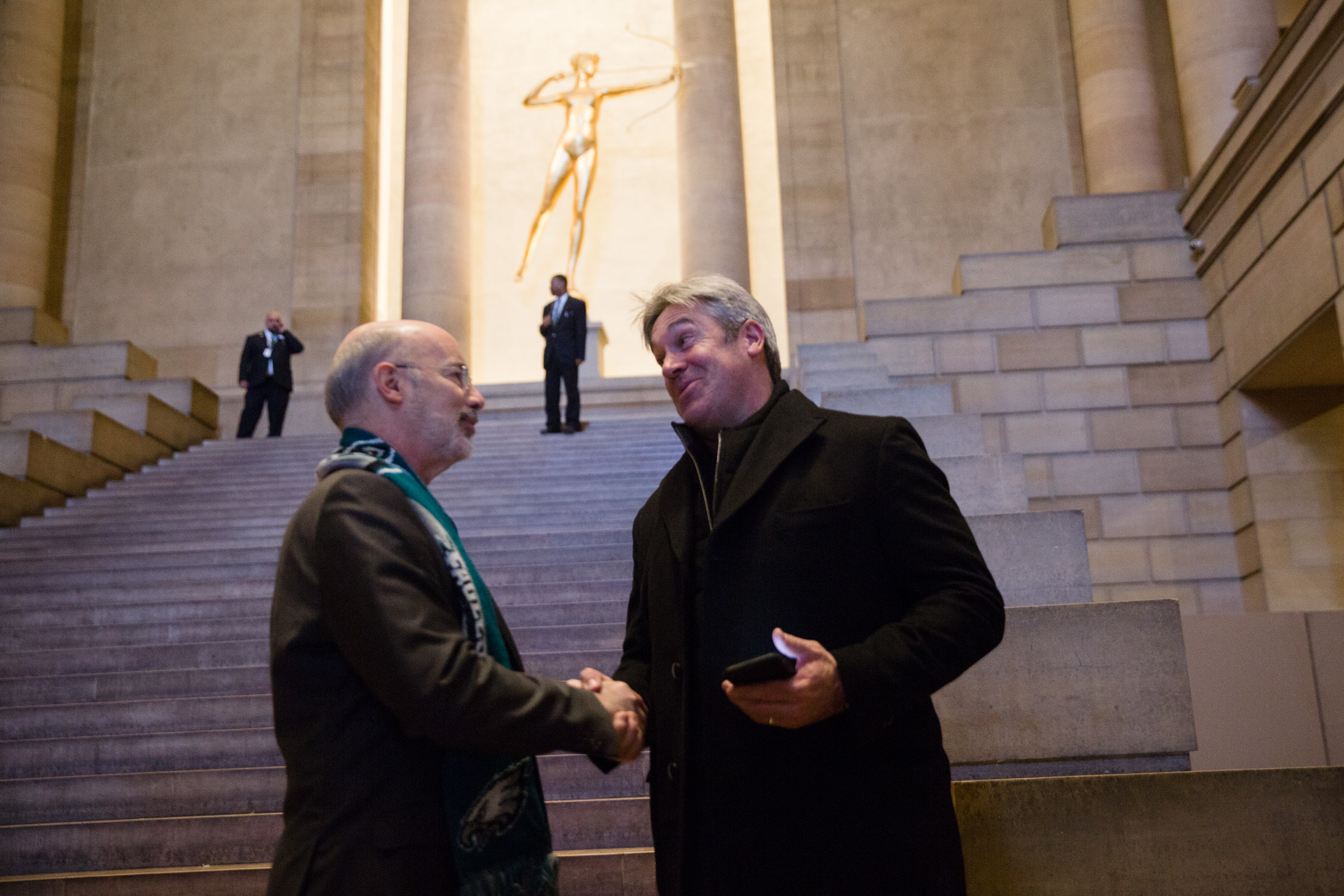
Pederson encontra o governador da Pensilvânia, Tom Wolf, no Super Bowl LII Victory Parade em 2018

A segunda temporada de Pederson foi muito mais bem-sucedida ao levar o Eagles a um recorde de 13-3, vencendo a NFC East. Wentz, que estava tendo um grande ano e foi considerado um favorito para o título de MVP, se machucou na semana 14, deixando Nick Foles com a vaga de QB titular no resto da temporada. 
Foles se destacou, permitindo que Philadelphia chegasse ao Super Bowl LII, sua primeira aparição no Super Bowl desde a temporada de 2004. Foles liderou a equipe para uma vitória por 41-33 sobre o New England Patriots, dando-lhes o seu primeiro Lombardi Trophy na história da franquia e seu primeiro título da liga desde 1960.
Em 3 de maio de 2018, foi relatado que Philadelphia Eagles assinou com Pederson uma extensão de contrato de 5 anos, permitindo que ele treinasse a equipe até 2020.
A terceira temporada de Pederson não foi tão bem-sucedida quanto a anterior, depois de iniciar 4-6 em seus primeiros 10 jogos, os Eagles passaram a ganhar 5 de seus últimos 6 jogos. Os Eagles voltaram aos playoffs com um recorde de 9-7. Os Eagles venceram o Chicago Bears no Wild Card por 16-15. No entanto, os Eagles perderam para o Saints por 20-14 no Divisional Round. Esta foi a primeira derrota em pós-temporada na carreira de Pederson como treinador principal. Em 2020, Pederson e os Eagles concordaram em encerrar sua parceria.

#### Jacksonville Jaguars
Entre 2022 e 2024, Pederson foi treinador do Jacksonville Jaguars. Apesar de ter terminado com uma campanha positiva nos dois primeiros anos (ganhando a divisão Sul), mas por apenas um jogo. Em 2024, após uma temporada decepcionante com apenas quatro vitórias em dezessete jogos, Pederson foi demitido dos Jaguars.

## Vida pessoal
Cristão devoto, Pederson e sua esposa Jeannie têm três filhos. Pederson mora em Moorestown, Nova Jersey.